# Jesús Antonio Almeida
Jesús Antonio Almeida Fierro (La Calera, Chihuahua; 20 de marzo de 1885-Ciudad de México, 17 de marzo de 1957) fue un militar y político mexicano, participó en la revolución mexicana y fue gobernador de Chihuahua.

## Biografía
Nació en La Calera, ubicada en el municipio de Guerrero en Chihuahua, siendo hijo de Ursino Almeida Estrada y de Eudoxia Fierro Comadurán, de familia de labradores. Su familia era originaria de Chihuahua. En su juventud curso la educación primaria en la escuela oficial No. 73 de Ciudad Guerrero, que dirigía el profesor Mariano Irigoyen.
Se dedicó en seguida a la agricultura, al comercio y a la medicina como práctico, habiendo abandonado esas actividades en 1916 para unirse a las defensas sociales que perseguían al general Francisco Villa y a sus hombres. En mayo de 1920 se sublevó en contra del presidente Carranza, sumándose a lo defensores del Plan de Agua Prieta y alcanzó el grado de coronel de las mismas Defensas y jefaturas de ellas, que desempeñó hasta fines de 1923, en que renunció para lanzar su candidatura al gobierno del Estado de Chihuahua. Electo Gobernador Constitucional tomó posesión el 4 de octubre de 1924, para ejercerlo en el cuatrienio que expiraba en igual fecha de 1928. Los primeros actos más salientes de su administración fueron la adquisición de Quinta Gameros que destinó para Palacio de justicia y Educación pública, la iniciación de las obras del nuevo edificio del Instituto, la destrucción de una parte del archivo del Gobierno, que fue considerado como papel inútil, y haber nivelado la Hacienda pagando todos los gastos con puntualidad y acumulado en las arcas más de trescientos mil pesos, caso insólito en la Historia de Chihuahua. En cambio, el viciado ambiente político que ha imperado, se inició durante su gestión. −En las primeras horas del 15 de abril de 1927 un grupo de enemigos de su Gobierno, encabezados por el Diputado Nicolás Pérez, Lázaro Villarreal, Atenógenes Mendoza y otras personas, con apoyo efectivo del Jefe de la Guarnición de la Plaza, General Andrés Zaragoza, y el Jefe de Operaciones Militares, general Marcelo Caraveo, quien salió previamente de la ciudad para dejar hacer, se dirigieron la frente de un núcleo de hombres armados a la casa habitación del Gobernador, con el propósito de exigirle la renuncia por medio de la violencia. Este logró escaparse y el gendarme de guardia fue muerto en un tiroteo al pretender detener a los amotinados, quienes se introdujeron hasta el interior de las habitaciones en un acto pleno de allanamiento. El Gobernador no fue encontrado, los diputados enemigos de su administración se apoderaron de la situación con el apoyo de la fuerza armada, reunieron a la Legislatura en sesiones extraordinarias, acordaron el mismo día el desafuero del titular del Poder Ejecutivo, bajo el cargo de violaciones a la Constitución, y el nombramiento de Don Manuel Mascareñas Jr., como Gobernador Interino− Tres días después logró salir de la ciudad y se dirigió a Estados Unidos, sin haber tratado de oponerse a su propio derrocamiento.
Desde entonces vivió en México retirado de la política, hasta su muerte ocurrida en marzo de 1957. Su cadáver fue sepultado en la Ciudad de Chihuahua.